# Diluizione infinita
In termodinamica la condizione a diluizione infinita riferita ad un componente di una miscela corrisponde ad una concentrazione di soluto così bassa che ogni molecola del soluto stesso ha una probabilità nulla di interagire con altre molecole dello stesso tipo, ovvero interagisce solo con molecole di solvente.
Il concetto di diluizione infinita è una condizione fisica al limite e non va confusa con la condizione di concentrazione nulla, anche se spesso vengono indicate alla stessa maniera.
Ad esempio i diagrammi di fase per sistemi binari vengono tracciati in una scala di concentrazione (ad esempio frazione molare {\displaystyle x_{1}}) da 0 a 1; indicando i due componenti del sistema binario con (1) e (2), verrebbe da pensare che i punti estremi del diagramma si riferiscono al componente (2) puro (per {\displaystyle x_{1}=0}) e al componente (1) puro (per {\displaystyle x_{1}=1}).

In realtà il punto relativo a {\displaystyle x_{1}=0} si riferisce alla condizione a diluizione infinita del componente (1), mentre il punto relativo a {\displaystyle x_{1}=1} si riferisce alla condizione a diluizione infinita del componente (2).